# Оружничий
Оружничий или Оружейничий — старинный дворцовый чин.
Название его произошло от «казённой оружничей палаты», содержавшей царскую оружейную казну и состоявшей в ведении оружничего. В 1605 году Лжедимитрий I установил сан "великого оружничего".

## История
Письменные свидетельства об оружничих не восходят ранее начала XVI века. Оружничий пользовался высоким положением: оружничество соединялось с окольничеством и с боярством. Вначале оружейничий почитался ниже окольничих и кравчего, а позднее почитался выше постельничего. Из восьми известных по спискам оружничих четверо — князья, остальные — из фамилий, бывших в окольничих и бояр. 
В обязанности входило наблюдение за собственным государевым оружием и за всем тем, что хранилось в Оружейной палате, со всеми драгоценностями и со всем тем, что ей принадлежало. В подчинении находились мастера и художники Оружейной палаты. В обязанность входило всегда быть с Государём в походах. В это время в подчинении находились рынды и подрынды. 
С учреждением в XVII веке Оружейного приказа ведомство оружейничего расширилось; будучи начальником приказа, он не только хранил оружие, но и заботился об изготовлении его и закупке. Необходимые для этого средства получались из приказа Новая Четверть, во главе которого стоял тот же оружничий.
С 1677 года оружейничий назначается из бояр. Чин назывался Боярин и оружейничий.

## Известные представители
| Года службы | Ф,И,О                                         | Примечания |
| --- | --------------------------------------------- | --- |
| 1508 | Салтыков Андрей Михайлович (ум. 1522)         | Оружничий и воевода Василия III Ивановича |
| 1523-1532 | Карпов Никита Иванович (ум. 1532)             | Оружничий и постельничий Василия III |
| 1533-1549 | Щетинин Юрий Иванович (ум. 1549)              | Князь, оружничий и воевода Ивана IV Васильевича Грозного                                                                                          |
| 1549 | Салтыков Лев Андреевич                        | Оружничий, воевода, окольничий и боярин Ивана Грозного (всё время своей службы, независимо от чина, писался оружничим до своей опалы в 1565 году) |
| 1566 | Вяземский Афанасий Иванович (казнён 1570 год) | Князь, оружничий, опричный воевода, окольничий, наместник, дипломат Ивана Грозного.                                                               |
| 1577 | Бельский Богдан Яковлевич (ум. 1611)          | Окольничий, оружничий при царях: Иване Грозном, Федоре Ивановиче, Борисе Годунове и Лжедмитрии I. (с перерывами на опалу).                        |
| 1647 | Пушкин Григорий Гаврилович (ум. 1656)         | Оружничий, дворецкий и первый боярин назначенный оружничим при Алексее Михайловиче.                                                               |
| 1656-1680 | Хитрово Богдан Матвеевич (ум. 1680)           | Окольничий, боярин и оружничий Алексея Михайловича и Фёдора Алексеевича.                                                                          |
| 1683-1690 | Шереметьев Пётр Васильевич Большой (ум. 1690) | Воевода, последний боярин и оружничий Ивана V и Петра I. Впоследствии в чин Оружничего никого не назначали.                                       |
| С 1690 года Оружейной палатой заведовал окольничий Михаил Тимофеевич Лихачёв, которому в 1691 году придан думный дьяк Яков Аверкиев сын Кириллов с четырьмя дьяками, до объединения с Мастерскою Палатою |                                               | |